# Lycanthia
Lycanthia war eine von 1996 bis 2018 aktive Gothic-Metal-Band.

## Geschichte
Lee Tassaker gründete Lycanthia 1996 unter dem Einfluss von My Dying Bride, frühen Theatre of Tragedy und Tiamat, deren Gebrauch von Elementen wie der „The Beauty and the Beast“-Gesangspaarung, Keyboard oder Violine die den Death Doom erweiterten und kontrastierten ihn besonders beeindruckte. Die Gruppe um Tassaker variierte in den folgenden Jahren kontinuierlich, veröffentlichte zwei Demos (1996 und 1999), eine EP 2006 und ein Album 1999 im Selbstverlag und trat häufig Live in Erscheinung. Nach der Veröffentlichung des Albums Oligarchy über Hypnotic Dirge Records 2013 bestritt die Band einen Auftritt in Japan. Es folgte eine Split-EP 2015 mit Atten Ash und Ankündigungen weiterer Aufnahmen, die jedoch nicht mehr veröffentlicht wurden. Etwa im Jahr 2018 stellte die Band die weitere Aktivität ein. Tassaker konzentrierte sich fortan auf das Death-Doom-Projekt Cruciform, dem er 2015 beigetreten war.

## Stil
Lycanthia wird dem Gothic Metal in der Tradition von My Dying Bride und Theatre of Tragedy zugerechnet. Dabei sei die Band als Genre-Vertreter ohne große Alleinstellungsmerkmale weniger „kalt und distanziert“ als Elegeion, orchestraler als The Eternal und dennoch weniger neoklassisch als Virgin Black. Der „The Beauty and the Beast“-Wechselgesang aus tiefem Growling und weiblichen Soprangesang erscheint als hervorstechend und deutet damit einen Vergleich mit Theatre of Tragedy als besonders prägend, dabei habe die Band jedoch einen „ganz eigenen Charme.“
Die Musik verkörpere mit ihrer Musik „eine grundsolide Mischung aus doomigen Elementen wie schleppenden Riffs und männlichen Growls und Gothic-Metal-Anteilen, die sich vor allem im weiblichen Klargesang, aber auch Geigenarrangements, Keyboards und verspielten Cleangitarren ausdrücken.“

## Rezeption
Resonanz erhielt insbesondere das über Hypnotic Dirge Records veröffentlichte Album Oligarchy. Die Veröffentlichungen der Band wurden dabei für Webzines wie Ave Noctum, Metal1.info und Doom-Metal.com als solide und gut gespielter Gothic Metal beurteilt. Besondere Alleinstellungsmerkmale seien für Lycanthia allerdings nicht herauszustellen. Für das Femme Metal Webzine wurde attestiert, dass die Band zwar keine kreative Neuerung des Genres präsentiere, aber durch Songwriting, Spiel und Arrangement dennoch einen Höhepunkt des Genres darstellt. Für das Deaf Sparrow hieß es ähnlich lobend, dass die Gruppe dabei sei den Gothic Metal zu perfektionieren.

„Auf den Spuren von Bands wie My Dying Bride, Paradise Lost, Theatre Of Tragedy oder auch Within Temptation wandelnd präsentieren sich LYCANTHIA vielleicht nicht unbedingt als einzigartig – zumindest jedoch in Idee und Umsetzung konsistent. […] So bieten LYCANTHIA nicht viel, was Fans der genannten Bands nicht schon kennen – da man jedoch davon ausgehen kann, dass sie als Fans eben diese Stilmittel zu schätzen wissen, kann ‚Oligarchy‘ dieser klar definierten Zielgruppe am Ende des Tages dennoch guten Gewissens weiterempfohlen werden.“

## Diskografie
- 1997: Lycanthia (Demo, Selbstverlag)
- 1999: Myriad (Album, Selbstverlag)
- 1999: Rapture’s Embrace (Demo, Selbstverlag)
- 2006: Within the Walls (EP, Selbstverlag)
- 2013: Oligarchy (Album, Hypnotic Dirge Records)
- 2015: Lycanthia/Atten Ash (Split-EP mit Atten Ash, Hypnotic Dirge Records)